# 大连市海湾高级中学
大连市海湾高级中学简称海湾高中，是位于辽宁省大连市普兰店区的普通高中。

## 办学规模
学校占地面积10.17万平方米，有三个年级42个教学班，在校学生1900余人，现有在职教师171人。